# Eitaro Matsuda
Eitaro Matsuda (松田 詠太郎 Matsuda Eitaro?), född 20 maj 2001 i Kanagawa prefektur, är en japansk fotbollsspelare.
Matsuda började sin karriär 2020 i Yokohama F. Marinos.